# Oranienbaum (Německo)
Oranienbaum je bývalé město a bývalá obec v zemském okrese Wittenberg v Sasku-Anhaltsku v Německu. Od 1. ledna 2011 je to okres (německy: Ortsteil) města Oranienbaum-Wörlitz. Nachází se jižně od Labe, východně od Dessau.

## Dějiny
Bývalá osada Nischwitz byla přejmenována v roce 1673 po hraběnce Henriettě Kateřině Nasavské, potomce rodu Oranžsko-Nasavských (nizozemsky: Oranje-Nassau) a kněžně choti tehdy vládnoucího knížete Jana Jiřího II. Anhaltsko-Desavského.
Od roku 1683 nechala hraběnka stavět palác Oranienbaum podle plánů nizozemského architekta Cornelise Ryckwaerta. Parky jsou dnes součástí Desavsko-wörlitzské zahradní říše, světového dědictví UNESCO od roku 2000.

### Historické vazby
- Saské vévodství 1180–1212
- Anhaltské hrabství 1212–1218
- Anhaltské knížectví 1218–1252
- Anhaltsko-zerbstské knížectví 1252–1396
- Anhaltsko-desavské knížectví 1396–1561
- Anhaltsko-Desavsko, nadvláda Anhaltska-Zerbstu 1561–1603
- Anhaltsko-desavské knížectví 1603–1807
- Anhaltsko-desavské vévodství 1807–1863
- Anhaltské vévodství 1863–1918
- Svobodné město Anhalt 1918–1933
- Svobodné město Anhalt de iure, Gau Halle-Merseburg de facto,  Německá říše 1933–1945
- Sasko-Anhaltsko,  Sovětská okupační zóna Německa 1945–1949
- Sasko-Anhaltsko,  Východní Německo 1949–1952
- Bezirk Halle,  Východní Německo 1952–1990
- Zemský okres Wittenberg,  Sasko-Anhaltsko,  Německo 1990–dosud

## Památky

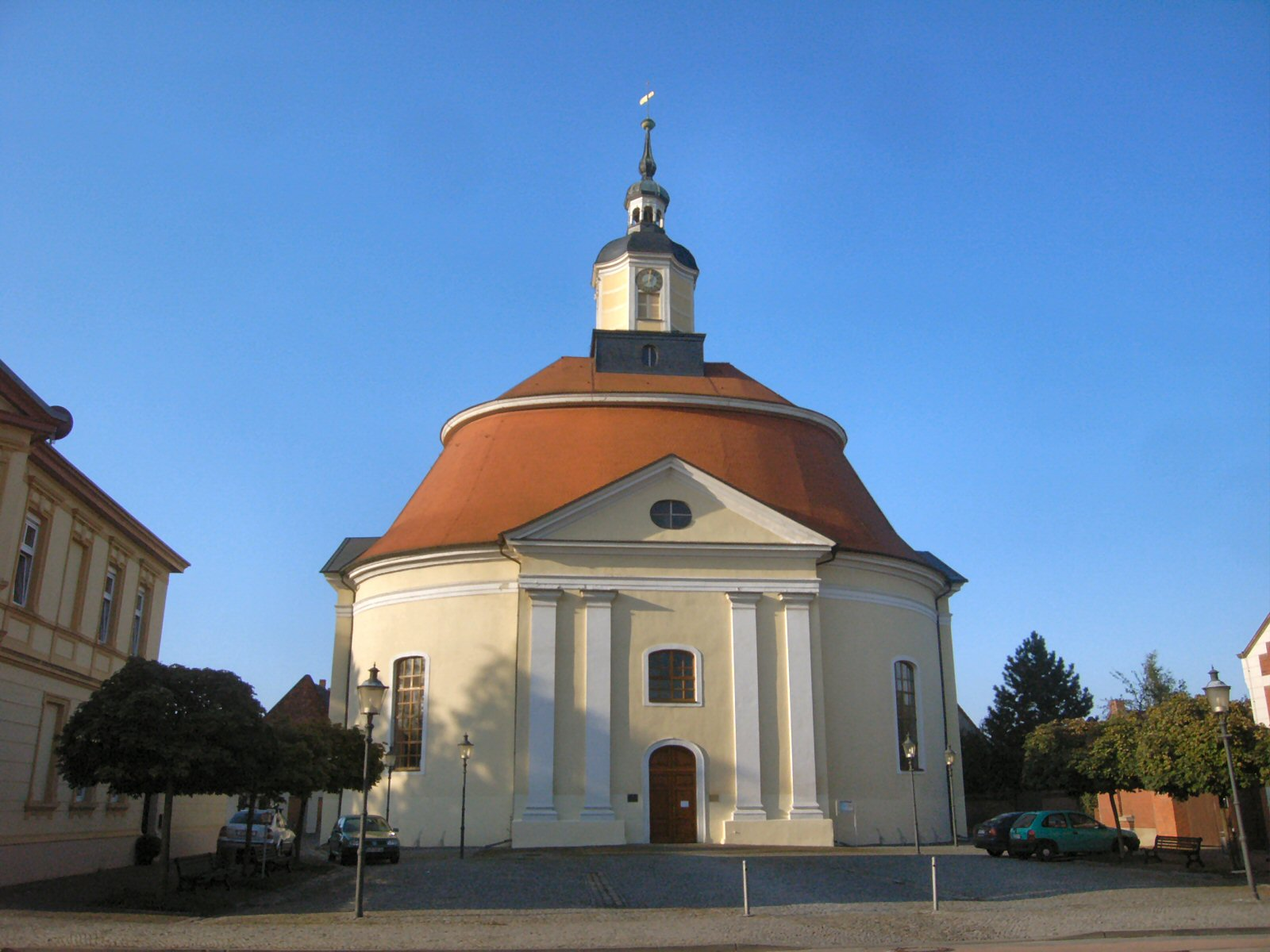
Protestantský kostel

- Palác Oranienbaum, park a čínská zahrada s pagodou
- Barokní farní kostel, postavený v roce 1712
- Památková cesta s 29 zastávkami
- Historické tržiště
- Nizozemský architektonický styl 19. století

## Mezinárodní vztahy
- Daun, Německo